# GeoEye-1
GeoEye-1 ist ein Erdbeobachtungssatellit des US-amerikanischen Unternehmens DigitalGlobe.

## Satellit
Der Start des Satelliten erfolgte am 6. September 2008 von der Vandenberg Air Force Base mit einer Delta-II-Rakete.
Geo-Eye1 befindet sich auf einer 681 km hohen sonnensynchronen Umlaufbahn mit einer Bahnneigung von 98,1°. Im sichtbaren Bereich (bei panchromatischer Aufnahme) erreicht er eine Ortsauflösung von weniger als 0,5 m, bei Farbbildern bzw. Bildern im infraroten (bei multispektraler Aufnahme) um 1,65 m. Auch stereoskopische Bilder sind möglich. Die Schwadbreite beträgt dabei 15,2 km, wobei die Kameras bis zu 60° außerhalb der Senkrechten Bilder aufnehmen können. GeoEye-1 erfasst täglich eine Fläche doppelt so groß wie Deutschland. Der 1955 kg schwere Satellit verfügt über eine interne Speicherkapazität von 1 Terabit und einen Übertragungskanal mit 150 oder 740 MBit/s im X-Band.
GeoEye verkauft die aufbereiteten Daten u. a. an das US-Landwirtschaftsministerium, Google und die National Geospatial-Intelligence Agency. Als Lebensdauer des Satelliten waren mehr als sieben Jahre geplant, wobei der Treibstoffvorrat für 15 Jahre ausgelegt ist. Hersteller ist General Dynamics Advanced Information Systems (AIS). Hauptnutzer Google sicherte sich exklusiv das Recht für die online Nutzung der Daten. Die National Geospatial-Intelligence Agency und Google bezahlten zusammen 502 Millionen USD für den Satelliten und das Upgrade der vier GeoEye Bodenstationen.
Der Auftrag für den Bau des zweiten Geo-Eye Satelliten, GeoEye-2 wurde an Lockheed Martin vergeben. Der Start dieses Nachfolgers war für Frühling 2013 geplant, wurde aber abgesagt, nachdem sich das Unternehmen GeoEye mit dem Konkurrenten DigitalGlobe zusammengeschlossen hatte. GeoEye1 gehört nach der Übernahme auch DigitalGlobe. Der Satellit wurde auf unbestimmte Zeit eingelagert. Am 31. Juli 2014 erklärte DigitalGlobe, dass GeoEye-2 in WorldView-4 umbenannt wird und der Start für Jahr 2016 geplant sei. Der Start erfolgte am 11. November 2016.

## Bodenstationen
- Dulles, Virginia, USA
- Utqiaġvik, Alaska, USA
- Tromsø, Norwegen
- Troll, Antarktis